# 기수 (수학)

ℵ_{0}은 가장 작은 무한 기수이다.

수학에서 기수(基數, 영어: cardinal number)는 집합의 크기를 나타내는 수이다. 유한 집합의 크기는 자연수로 나타내어지는데, 이를 무한 집합에 대하여 일반화한 개념이다. 무한 집합의 진부분집합은 자신이 포함된 집합 전체와 같은 크기를 가질 수도 있다. 모든 무한 집합이 같은 크기를 갖는 것은 아니며, 무한히 많은 서로 다른 크기의 무한 집합들이 있다.

## 정의

### 동치류를 사용한 정의
두 집합 {\displaystyle S}, {\displaystyle T}사이에 전단사 함수가 존재한다면 {\displaystyle S\approx T}라고 하자. 이는 (집합론적인 문제를 무시하면) 동치 관계를 이룬다. 그렇다면 기수는 집합의 이 동치 관계에 대한 동치류로 정의할 수 있다. 그러나 체르멜로-프렝켈 집합론에서는 이러한 동치류는 고유 모임이 되며, 이는 기술적으로 문제를 일으킨다. 예를 들어, 기수들의 집합을 정의할 수 없다. 반면, 유형 이론이나 새 기초(영어: New Foundations) 등의 체계에서는 이 정의를 그대로 사용할 수 있다. 예를 들어, 유형 이론을 사용하는 《수학 원리》에서 이 정의가 사용된다.

### 폰 노이만 정의
선택 공리를 추가한 체르멜로-프렝켈 집합론에서는 집합의 동치류의 대표원을 다음과 같이 고를 수 있다. 이는 존 폰 노이만이 도입한 정의다.
집합 {\displaystyle X}의 크기 {\displaystyle |X|}는 전단사 함수 {\displaystyle X\to \alpha }가 존재하는 가장 작은 순서수 {\displaystyle \alpha }이다.
{\displaystyle |X|=\min\{\alpha \in \operatorname {Ord} \colon \alpha \cong X\}}
순서수의 고유 모임은 정렬 순서를 갖추었으므로 이 최소는 항상 존재한다.
특정한 집합의 크기가 되는 순서수를 기수라고 한다. 예를 들어, 모든 자연수는 기수이며, 순서수 {\displaystyle \omega }는 기수 {\displaystyle \aleph _{0}}이다. 반면, 순서수 {\displaystyle \omega +1}이나 {\displaystyle \omega 2}, {\displaystyle \omega ^{\omega }}, {\displaystyle \omega ^{\omega ^{\omega }}} 따위는 {\displaystyle \omega }와 같은 집합의 크기를 가지므로 기수가 아니다.

### 스콧 정의
선택 공리를 가정하지 않는다면, 위와 같은 폰 노이만 정의를 사용할 수 없다. 이를 피하기 위해 다음과 같은, 데이나 스콧이 도입한 정의를 사용할 수 있다. 이 정의를 스콧 계교(Scott計巧, 영어: Scott’s trick)라고 한다.:442, №. 626t
임의의 집합 {\displaystyle X}에 대하여, {\displaystyle X}와 같은 크기의 집합이 등장하는 최소의 계수
{\displaystyle \alpha =\min \left\{\beta \in \operatorname {Ord} \colon \exists {\tilde {X}}\in V_{\beta }\colon |X|=|{\tilde {X}}|\right\}}
를 찾을 수 있다. (여기서 {\displaystyle V_{\beta }}는 폰 노이만 전체의 단계이다.) 이 경우, {\displaystyle X}의 크기 {\displaystyle \operatorname {card} (X)}는 {\displaystyle V_{\alpha }} 속의, {\displaystyle X}와 같은 크기를 갖는 모든 집합들의 집합이다.
{\displaystyle \operatorname {card} (X)=\left\{{\tilde {X}}\in V_{\alpha }\colon |X|=|{\tilde {X}}|\right\}}
기수는 어떤 집합의 크기가 되는 집합이다. 즉, 집합 {\displaystyle S}가 다음 세 조건을 만족시킨다면, 기수라고 한다.
- {\displaystyle S}는 공집합이 아니다.
- {\displaystyle S}의 모든 원소들은 같은 계수를 가지며, 같은 크기이다.
- {\displaystyle S}의 원소의 계수를 {\displaystyle \alpha \in \operatorname {Ord} }라고 하면, 임의의 순서수 {\displaystyle \beta <\alpha } 및 {\displaystyle X\in V_{\beta }}에 대하여, {\displaystyle X}는 {\displaystyle S}의 원소와 같은 크기를 갖지 않는다.

## 연산
순서수와 마찬가지로, 기수에 대하여 덧셈과 곱셈 등을 정의할 수 있다. 이러한 연산은 자연수에 국한하면 자연수의 연산과 같다. 무한 기수의 연산은 무한 순서수의 연산과 매우 다르며, 무한 기수 경우 이들 연산은 대부분 자명하다.
두 기수 {\displaystyle \kappa }와 {\displaystyle \lambda }가 각각 집합 {\displaystyle A}와 {\displaystyle B}의 크기라고 하자. 아래의 정의들은 {\displaystyle A} 또는 {\displaystyle B}가 구체적으로 어떤 집합인지 관계없다.

### 순서
만약 단사 함수
{\displaystyle A\hookrightarrow B}
가 존재한다면,
{\displaystyle \kappa \leq \lambda }
라고 정의한다. 마찬가지로, 만약 전사 함수
{\displaystyle A\twoheadrightarrow B}
가 존재하거나 {\displaystyle B}가 공집합이라면,
{\displaystyle \kappa \geq \lambda }
로 정의한다.

### 바로 뒤 기수
선택 공리를 가정하면, 모든 기수 {\displaystyle \kappa }에 대하여 그 바로 뒤 기수(영어: successor) {\displaystyle \kappa ^{+}}가 존재한다. 이는 {\displaystyle \kappa <\lambda <\kappa ^{+}}인 기수 {\displaystyle \lambda }가 존재하지 않는 기수 {\displaystyle \kappa ^{+}}이다. 자연수의 경우 이는 단순히 {\displaystyle n^{+}=n+1}이며, 알레프 수의 경우
{\displaystyle \aleph _{\alpha }^{+}=\aleph _{\alpha +1}}
이다.
유한 기수의 따름 기수는 따름 순서수와 차이가 없으나, 무한의 경우에는 무한 순서수와 그 따름 순서수의 크기가 같으므로 다른 정의를 필요로 한다. 따라서, 폰 노이만 기수 배정법과 선택 공리를 이용해 기수 κ의 따름 기수 κ+를 다음과 같이 정의한다:
{\displaystyle \kappa ^{+}=|\inf\{\lambda \in \operatorname {Ord} \ |\ \kappa <|\lambda |\}|.}
여기에서 {\displaystyle \operatorname {Ord} }는 순서수들의 고유 모임이다. 하르톡스의 정리에 따르면 임의의 정렬 가능 기수에 대해 그보다 더 큰 정렬 가능 기수를 구성할 수 있으므로, 위의 집합이 공집합이 아니며, 또한 순서수는 정렬 집합이므로 최소 원소가 실제로 존재한다. 따라서 κ와 κ+ 사이에 기수가 존재하지 않는다.

### 덧셈 · 곱셈 · 거듭제곱
두 기수의 덧셈과 곱셈 및 거듭제곱은 다음과 같다.
- (덧셈) {\displaystyle \kappa +\lambda =|A\sqcup B|}
  - 즉, 분리합집합의 크기다.
- (곱셈) {\displaystyle \kappa \lambda =|A\times B|}
  - 즉, 곱집합의 크기다.
- (거듭제곱) {\displaystyle \kappa ^{\lambda }=|A^{B}|}
  - 즉, 함수 {\displaystyle B\to A}의 집합의 크기다.

## 성질
모든 기수의 모임은 고유 모임이다 (칸토어 역설). 선택 공리를 가정한다면, 기수의 고유 모임의 순서는 정렬 순서이다. 알레프 함수
{\displaystyle \aleph \colon \operatorname {Ord} \to \operatorname {Card} }
는 순서수의 고유 모임과 무한 기수의 고유 모임의 일대일 대응을 정의하며, 이는 정렬 순서를 갖춘 고유 모임의 동형사상이다.
모든 무한 기수는 극한 순서수이다. 그러나 그 역은 성립하지 않는다. 예를 들어, {\displaystyle \omega \cdot 2}는 극한 순서수이지만, 그 크기는 {\displaystyle \aleph _{0}=\omega }이므로 기수가 아니다. 대부분의 순서수는 극한 순서수가 아니므로, 기수들은 순서수들 중에 상당히 드물게 분포한다.

### 산술 연산의 대수적 성질
기수의 덧셈과 곱셈, 거듭제곱은 자연수에 국한시키면, {\displaystyle 0^{0}}을 제외하고 기수의 연산은 자연수의 연산과 일치한다. (자연수의 경우 보통 {\displaystyle 0^{0}}을 정의하지 않지만, 기수의 경우 {\displaystyle 0^{0}=1}이다.)
{\displaystyle \kappa }, {\displaystyle \lambda }, {\displaystyle \mu }가 임의의 기수라고 하자.
기수의 덧셈과 곱셈은 결합 법칙과 교환 법칙을 만족시킨다.
{\displaystyle \kappa +\lambda =\lambda +\kappa }
{\displaystyle \kappa \lambda =\lambda \kappa }
{\displaystyle (\kappa +\lambda )+\mu =\kappa +(\lambda +\mu )}
{\displaystyle (\kappa \lambda )\mu =\kappa (\lambda \mu )}
덧셈은 0을 항등원으로 갖고, 곱셈은 1을 항등원으로 갖는다. 0과의 곱은 0이다.
{\displaystyle \kappa +0=\kappa \cdot 1=\kappa }
{\displaystyle \kappa \cdot 0=0}
거듭 제곱은 다음과 같은 성질들을 만족시킨다.
{\displaystyle 0^{\kappa }={\begin{cases}0&\kappa \neq 0\\1&\kappa =0\end{cases}}}
{\displaystyle 1^{\kappa }=1}
{\displaystyle 2^{\kappa }>\kappa } (칸토어의 정리)
{\displaystyle \kappa ^{0}=1}
{\displaystyle \kappa ^{1}=\kappa }
또한, 다음과 같은 분배 법칙이 성립한다.
{\displaystyle \kappa (\lambda +\mu )=\kappa \lambda +\kappa \mu }
{\displaystyle \kappa ^{\lambda +\mu }=\kappa ^{\lambda }\kappa ^{\mu }}
{\displaystyle \kappa ^{\lambda \mu }=(\kappa ^{\lambda })^{\mu }} (집합의 데카르트 닫힘)
{\displaystyle (\kappa \lambda )^{\mu }=\kappa ^{\mu }\lambda ^{\mu }}

### 산술 연산의 단조성
기수의 덧셈과 곱셈은 증가 함수이다. 거듭제곱 역시 두 매개변수에 대해서 증가 함수이다.
{\displaystyle \kappa \leq \lambda \implies \kappa +\mu \leq \lambda +\mu }
{\displaystyle \kappa \leq \lambda \implies \kappa \mu \leq \lambda \mu }
{\displaystyle \kappa \leq \lambda \implies \kappa ^{\mu }\leq \lambda ^{\mu }}
{\displaystyle \kappa \leq \lambda \implies \mu ^{\kappa }\leq \mu ^{\lambda }} ({\displaystyle \mu >0})
대우를 취하면 다음을 얻는다.
{\displaystyle \kappa +\mu <\lambda +\mu \implies \kappa <\lambda }
{\displaystyle \kappa \mu <\lambda \mu \implies \kappa <\lambda }
{\displaystyle \kappa ^{\mu }<\lambda ^{\mu }\implies \kappa <\lambda }
{\displaystyle \mu ^{\kappa }<\mu ^{\lambda }\implies \kappa <\lambda } ({\displaystyle \mu >0})
그러나 기수의 연산들은 순증가 함수가 아니다. 예를 들어,
{\displaystyle 2<3}
이지만
{\displaystyle \aleph _{0}+2=\aleph _{0}+3}
{\displaystyle \aleph _{0}\cdot 2=\aleph _{0}\cdot 3}
{\displaystyle \aleph _{0}^{2}=\aleph _{0}^{3}}
{\displaystyle 2^{\aleph _{0}}=3^{\aleph _{0}}}
이다.

### 무한 기수의 산술 연산
선택 공리를 가정하면, 무한 기수의 덧셈과 곱셈은 자명하다. {\displaystyle \kappa }와 {\displaystyle \lambda } 가운데 적어도 하나가 무한 기수라면, 다음이 성립한다.
{\displaystyle \kappa +\lambda =\max\{\kappa ,\lambda \}}
{\displaystyle \kappa }와 {\displaystyle \lambda } 가운데 적어도 하나가 무한 기수이고, 둘 다 0이 아니라면, 다음이 성립한다.
{\displaystyle \kappa \lambda =\max\{\kappa ,\lambda \}}
기수의 거듭제곱에 대하여 다음이 성립한다.
{\displaystyle \kappa ^{n}=\kappa \qquad (\aleph _{0}\leq \kappa )}
{\displaystyle \lambda ^{\kappa }=2^{\kappa }\qquad (2\leq \lambda \leq \kappa \geq \aleph _{0})}
{\displaystyle \kappa ^{n}=\kappa \qquad (1\leq n<\aleph _{0}\leq \kappa )}
무한 기수의 거듭제곱은 집합론의 통상적인 공리계(선택 공리를 추가한 체르멜로-프렝켈 집합론)로는 대부분 결정할 수 없다. 예를 들어, {\displaystyle 2^{\aleph _{0}}}과 같은 간단한 거듭 제곱 또한 결정할 수 없다 (연속체 가설). 다만, 만약 일반화 연속체 가설을 추가로 가정한다면 무한 기수의 거듭제곱들이 완전히 결정되며, 다음과 같다.:147 여기서 {\displaystyle n}은 임의의 2 이상의 자연수이며, {\displaystyle \kappa }와 {\displaystyle \lambda }는 임의의 무한 기수이다.
{\displaystyle n^{\kappa }=\kappa ^{+}}
{\displaystyle \kappa ^{n}=\kappa }
{\displaystyle \kappa ^{\lambda }={\begin{cases}\lambda ^{+}&\kappa \leq \lambda ^{+}\\\kappa &\kappa >\lambda ^{+},\;\operatorname {cf} (\kappa )>\lambda \\\kappa ^{+}&\kappa >\lambda ^{+},\;\operatorname {cf} (\kappa )\leq \lambda \end{cases}}}
여기서 {\displaystyle \operatorname {cf} }는 기수의 공종도이다.

## 분류
유한 집합의 크기인 기수를 유한 기수, 무한 집합의 크기인 기수는 무한 기수 또는 초한 기수라고 한다. 유한 기수는 자연수(음이 아닌 정수)와 같으며, 선택 공리를 가정한다면 무한 기수는 알레프 수와 같다. 즉, 선택 공리를 가정하였을 때 기수의 열은
{\displaystyle 0,1,2,3,\dots n,\dots ;\aleph _{0},\aleph _{1},\aleph _{2},\dots ,\aleph _{\omega },\aleph _{\omega +1},\dots }
이다. 알레프 수의 경우, 임의의 순서수 {\displaystyle \alpha }가 알레프 수 {\displaystyle \aleph _{\alpha }}의 첨수가 될 수 있으며, 따라서 어떤 의미에서 알레프 수는 순서수만큼이나 많다. 동시에, 자연수와 알레프 수는 순서수들의 고유 모임의 부분모임이다. 선택 공리를 가정하지 않을 경우에는 알레프 수가 아닌 무한 기수가 있을 수도 있다.
기수는 순서수의 경우와 비슷하게, 세 가지의 분류로 나눌 수 있다. 모든 기수 {\displaystyle \kappa }는 다음 세 분류 가운데 정확히 하나에 속한다.
- 0
- 따름 기수(영어: successor cardinal). 이는 {\displaystyle \kappa =\lambda ^{+}}인 기수 {\displaystyle \lambda }가 존재하는 경우이다.
- 극한 기수(영어: limit cardinal)는 0이 아니며 따름 기수가 아닌 기수이다.

## 예
수학에서 흔히 등장하는 기수는 다음과 같다.
- 모든 자연수 {\displaystyle 0,1,2,\dots }는 기수이다.
- {\displaystyle \aleph _{0}}은 가산 무한 집합의 크기다. 예를 들어, 자연수의 집합의 크기, 정수의 집합의 크기, 유리수의 집합의 크기, 대수적 수의 집합의 크기가 이 기수이다.
- {\displaystyle \aleph _{1}}은 모든 가산 순서수의 집합의 크기다.
- {\displaystyle 2^{\aleph _{0}}}은 연속체(連續體, 영어: continuum)라고 하며, 실수의 집합의 크기이자 자연수의 집합의 멱집합의 크기이며, 임의의 차원의 유클리드 공간의 점의 수이다. 만약 연속체 가설을 가정한다면 {\displaystyle \aleph _{1}}과 같다. 반대로, 마틴 최대 공리(영어: Martin’s Maximum)를 가정한다면 이는 {\displaystyle \aleph _{2}}와 같다.
- 추가 공리들을 도입하면, 큰 기수라는 일련의 매우 큰 기수들의 존재를 증명할 수 있다. 이들은 현대 집합론에서 핵심적인 위치를 차지한다.

## 같이 보기
- 큰 기수
- 순서수
- 칸토어 역설
- 칸토어-베른슈타인 정리